# Villette
För andra betydelser, se Villette (olika betydelser).
Villette är en roman utgiven 1853, skriven av Charlotte Brontë under pseudonymen Currer Bell. Efter en ospecificerad familjetragedi reser huvudpersonen Lucy Snowe från England till den fiktiva fransk-talande staden Villette för att arbeta som lärarinna vid en flickskola, där hon dras in i äventyr och romans.
Villette var Charlotte Brontës fjärde roman och föregicks av den postumt publicerade The Professor, hennes första, samt av Jane Eyre och Shirley.
Den första svenska utgåvan av Villette sedan 1854 gavs ut hösten 2015 på förlaget Modernista, med översättning av Per Ove Ehrling och Anna-Karin Malmström Ehrling.

## Bakgrund
År 1842 reste Charlotte Brontë, vid 26 års ålder, till Bryssel i Belgien tillsammans med sin syster Emily. Där anmälde de sig vid ett pensionnat (internatskola) som drevs av herr och fru Héger. I utbyte mot logi och undervisning, så undervisade Charlotte i engelska och Emily i musik.
Systrarnas tid vid internatskolan tog slut i förtid då deras moster Elizabeth Branwell dog i oktober 1842. Elizabeth hade anslutit sig till familjen Brontë för att ta hand om barnen efter att deras mor Maria Brontë (född Branwell) dött.
Charlotte återvände ensam till Bryssel i january 1843 för att anta en lärarpost vid internatskolan. Hennes andra vistelse i Bryssel var inte lycklig. Hon drabbades av ensamhet och hemlängtan och blev förälskad i Constantin Héger som var en gift man. Slutligen återvände hon i januari 1844 till sin familjs prästgård i Haworth, England.
Charlotte hämtade ur detta källmaterial till sin första (icke framgångsrika) roman The Professor. Efter att flera förläggare hade refuserat den, omarbetade Brontë materialet och lät det bli till grund för Villette. De flesta litteraturhistoriker tror att karaktären Monsieur Paul Emanuel är nära baserad på Monsieur Héger. Dessutom anses karaktären Graham Bretton ha modellerats efter Brontë's förläggare, George Murray Smith, som var hennes friare vid denna tid.

## Platser
Romanen utspelar sig på den engelska landsbygden, i London samt i den fiktiva staden Villette (baserad på Bryssel) i det fiktiva kungadömet Labassecour (baserat på Belgien). "Labassecour" är franska för bondgård. 

## Karaktärer
Lucy Snowe : Berättare och huvudperson i Villette. En tystlåten, självständig och intelligent 23-årig kvinna. Lucy har, som Miss Ginevra Fanshawe försäkrar, "inga attraherande begåvningar – ingen skönhet." Hon verkar inte ha några släktingar kvar i livet.
Fastän vanligen reserverad och emotionellt självbehärskad, så hyser Lucy starka känslor och tillgivenhet för dem som hon verkligen värderar högt. Hon är till och med uppriktigt omsorgsfull mot den lättsinniga Ginevra, om än på ett rättframt, surmulet sätt. Hon är en principfast protestant och anser att romersk katolicism är en falsk lära ("Gud står inte på Roms sida").
Monsieur Paul Emanuel : En snarstucken, maktfullkomlig och manschauvinistisk professor vid Madame Becks pensionnat. Han är även släkt med Madame Beck. Lucy finner behag i hans goda kvaliteter. Han är generös; han är förtjust i att ge Lucy hemliga presenter. Han är vänlig och storsint, vilket visar sig i att han ger stöd och logi åt den ålderstigna mormodern till hans döda fästmö, Justine Marie, tillsammans med hans tidigare lärare och en betjänt. Han är katolik och försöker få Lucy, som är protestant, att konvertera till katolicismen men misslyckas. I slutet av romanen finns det starka antydningar om att han omkommer i ett skeppsbrott.
Dr. John Graham Bretton : En stilig ung engelsk gentleman som är läkare. Han är son till Lucys gudmor, Mrs. Bretton. Han beskrivs som "munter", "välvillig" och "mild". Lucy, som ung, visade ingen särskild tillgivenhet mot honom. Men när de möts igen tio år senare, så blir deras svala vänskap mer än återupptänd och Lucy börjar i hemlighet att hysa ömhet mot honom. Han återgäldar emellertid inte denna tillgivenhet, och kallar henne "den tysta Lucy Snowe" och "en varelse oförarglig som en skugga." Han hyser, från början, en passion för Ginevra Fanshawe, vilket hon behandlar som en "förströelse, ibland". Hennes kärlek till pengar och ett hånleende åt Mrs. Bretton släcker hans kärlek till sist, och han förälskar sig då i Polly. De gifter sig slutligen. Lucy övervinner sin kärlek till honom, och när hon begraver alla sina högt värderade brev från honom säger hon "Godnatt, Dr. John; du är god, du är vacker, men du är inte min. Godnatt, och Gud välsigne dig!"
Mrs. Bretton : Dr. John Graham Brettons mor och Lucys gudmor. Hon är änka och har "felfri hälsa och ett sinnelag av den ton och kvalitet som är bättre än en förmögenhet för innehavaren".
Polly Home / Grevinnan Paulina Mary de Bassompierre : En 17-årig engelsk flicka som är kusin till Ginevra Fanshawe. Hon introduceras först i historien som en mycket ung flicka, som kallas Polly. Som barn var hon mycket fäst vid Graham Bretton. Hon växer upp till en vacker ung dam som är känslig och intelligent. När hon möter Graham igen så utvecklas deras vänskap till kärlek, och de gifter sig slutligen. Hon är full av stolthet. Lucy säger om henne att "Hon såg ut som en docka" och beskriver henne som formad likt "en modell". Hon och Lucy är vänner. Även om Lucy ofta plågas av Pollys relation till Graham, så ser hon på deras lycka utan a missunnsamhet.
Greve de Bassompierre : Pollys far, som ärvt sin nobla titel under senare år. Han är en känslig och omtänksam greve som älskar sin dotter. När han blir varse Pollys relation till Graham, blir han mycket ovillig att  skiljas från henne. Han betraktar henne som bara barnet och kallar henne sin "lilla skatt" eller "lilla Polly". Till sist släpper han ifrån sig Polly till Graham och säger "Må Gud hantera dig som du hanterar henne!"
Ginevra Fanshawe : En vacker men ytlig och fåfäng 18-årig engelsk flicka med ett lätt och bekymmersfritt temperament. Hon är oförbätterligt kokett och förtjust i att kurtisera. Hon är student vid Madame Becks skola, och det är hennes anmärkning i förbifarten, "Jag önskar att du skulle komma till Madame Beck; hon har några murmeldjur som du skulle kunna sköta om: hon vill ha en engelsk guvernant, eller ville ha en för två månader sedan", som förmår Lucy att fara till Villette. Trots Ginevras fel och brister, så hyser Lucy en viss tillgivenhet mot henne. Ginevra tänker på Lucy som "frätande, ironisk och cynisk" och kallar henne "gamla dam", "kära tvärvigg" och allra oftast "Timon" (efter en grekisk misantrop som levde under 400-talet f Kr). Hon rymmer så småningom med en man vid namn Greve Alfred de Hamal och håller kontakt med Lucy via brev.
Madame Beck : Ägare och rektor vid internatskolan för flickor där Lucy arbetar. Hon är kort och kraftig, men inte ful. Hennes hy är frisk och röd med färgen, men inte strukturen, av ungdom. Hennes ögon är blå och lugna; "Hon såg bra ut, om än lite småborgerlig ...". Hon har ett gott förnuft och är en förträfflig administratör. Lucy säger "Hon hade inget hjärta som kunde beröras : det påminde henne om var hon var impotent och död." Lucy beskriver henne vidare som "vis, fast, trolös; hemlig, förslagen, utan lidelse; vaksam och outgrundlig; skarp och okänslig — därtill perfekt anständig — vad mer skulle man kunna önska?" Hon verkar ha känt sig attraherad av Graham till en början, men det mattas snabbt av och hon eftertraktar sedan att gifta sig med Monsieur Paul Emanuel. Hon gör allt hon kan för att hålla isär Lucy och Paul.
Rosine : Den söta men principlösa portvakten vid Madame Becks internatskola. Hon är "smart, välvårdad och rask" och "inte ett dåligt slags person", enligt Lucy. Hon gillar att bli mutad.

## Synopsis
Villette börjar med att den berömt passiva huvudpersonen, Lucy Snowe, är 14 år gammal och vistas hos sin gudmor Mrs. Bretton på den engelska landsbygden. Där bor även Mrs. Brettons son, John Graham Bretton (som familjen kallar Graham), och en ung besökare, Paulina Home (som kallas Polly). Polly är en säregen liten flicka som snart utvecklar en djup hängivenhet mot Graham, som översköljer henne med uppmärksamhet. Men Pollys besök avbryts hastigt när hennes far anländer för att ta henne med sig.
Av orsaker som inte anges, lämnar Lucy Mrs. Brettons hem några veckor efter Pollys avfärd. Några år passerar, under vilka en ospecificerad familjetragedi lämnar Lucy utan vare sig familj, hem, eller kapital. Efter viss tvekan blir hon anlitad som vårdgivare av Miss Marchmont, en reumatisk och rörelsehindrad kvinna. Lucy vänjer sig snart vid arbetet och börjar känna viss belåtenhet över sin stillsamma livsstil.
Under en kväll med dramatiska väderomslag återfår Miss Marchmont all sin energi och känner sig ung igen. Hon delar med sig till Lucy av sin sorgliga kärlekshistoria som utspelade sig 30 år tidigare, och avslutar med att hon borde behandla Lucy bättre och bli en bättre person. Hon tror att döden kommer att återförena henne med hennes avlidne älskare. Lucy finner Miss Marchmont död nästa morgon.
Lucy lämnar sedan den engelska landsbygden och tar sig till London. Vid 23 års ålder, går hon ombord på ett skepp mot Labassecour trots att hon behärskar väldigt lite av det franska språket. Hon färdas till staden Villette, där hon får anställning som en bonne (barnjungfru) vid Madame Becks internatskola för flickor. (Denna skola anses vara baserad på Hégers pensionnat i Bryssel). Efter en tid hyrs hon in för att undervisa i engelska på skolan, utöver att hon har hand om Madame Becks tre barn. Hon trivs trots Madame Becks konstanta övervakning av personalen och studenterna.
"Dr. John", en stilig engelsk läkare, besöker ofta skolan på grund av sin kärlek den koketta Ginevra Fanshawe. Genom en av Villettes berömda oväntade vändningar, så avslöjas senare att "Dr. John" är John Graham Bretton, ett faktum som Lucy har känt till men avsiktligt dolt för läsaren. Efter att Dr. John (dvs Graham) upptäcker Ginevras ovärdighet, så vänder han sin uppmärksamhet mot Lucy och de blir nära vänner. Hon värderar denna vänskap högt, trots sin sedvanliga känslomässiga tillbakadragenhet.
Vi möter Polly (Paulina Home) igen vid denna tidpunkt; hennes far har ärvt titeln "de Bassompierre" och är nu greve. Därmed är hennes namn nu Paulina Home de Bassompierre. Polly och Graham upptäcker snart att de kände varandra i det förflutna och förnyar sin vänskap. De blir förälskade och gifter sig slutligen.
Lucy dras gradvis närmare en kollega, den snarstuckne, maktfullkomlige, och manschauvinistiske professorn Monsieur Paul Emanuel, en släkting till Madame Beck. Lucy och Paul blir så småningom förälskade.
En grupp av konspirerande antagonister, inklusive Madame Beck, prästen Père Silas och släktingarna till Monsieur Pauls längesedan avlidna fästmö, arbetar emellertid för att hålla de två isär. De lyckas slutligen framtvinga Monsieur Pauls avfärd till Västindien för att övervaka en plantage där. Han förklarar dock sin kärlek till Lucy före sin avfärd och arrangerar så att hon kan leva oberoende, som rektor för hennes egen externatskola (dagskola), som hon senare expanderar till ett pensionnat (internatskola).
Under sin vistelse på Madame Becks skola har Lucy tre gånger träffat på en mystisk nunna — vilken skulle kunna vara spöket av en nunna som blev levande begravd på skolans mark som straff för att hon brutit sina kyskhetslöften. I en högst symbolisk scen nära slutet av romanen, upptäcker hon "nunnans" dräkt i sin säng och förstör den. Senare kommer hon underfund med att det var en förklädnad som bars av Ginevras amour, Alfred de Hamal. Episoderna med nunnan har utan tvivel bidragit avsevärt till romanens rykte som gotisk fiktion.
Villette's sista sidor är tvetydiga. Fastän Lucy säger att hon vill lämna läsaren fri att föreställa sig ett lyckligt slut, så antyder hon starkt att Monsieur Pauls skepp gick under i en storm under hans hemfärd från Västindien. Hon säger att "Monsieur Emanuel var borta i tre år. Läsare, dessa var de tre lyckligaste åren i mitt liv." Denna passage antyder att han dränktes av "stormens ödeläggande ängel."
Brontë beskrev detta tvetydiga slut som en "liten gåta."[källa behövs]

## Teman
Villette är uppmärksammad, inte så mycket för bokens handling som för dess skarpa teckning av Lucys psykologi.
Romanen hyllas stundtals som en utforskning av könsroller och bortträngning. I boken The Madwoman in the Attic (1979) argumenterar litteraturforskarna Sandra Gilbert och Susan Gubar att Lucy Snowes karaktär är delvis baserad på William Wordsworths diktsamling Lucy poems. Gilbert och Gubar betonar idén om feminin omskrivning. Några critiker har utforskat frågan om Lucys psykologiska tillstånd, i termer av vad de benämner som "patriarkala begrepp" vilka formar hennes kulturella kontext.
Villette utforskar även isolering och kulturkrockar i Lucys försök att bemästra det franska språket, liksom konflikterna mellan hennes engelska Protestantism och Katolicismen.

## Kritik
"Villette är en ännu mera underbar bok än Jane Eyre. Det finns något nästan övernaturligt i dess styrka." --George Eliot
"Det finns så få böcker, och så många volymer. Bland de få står Villette." --George Henry Lewes
"Det är hennes finaste roman. All hennes kraft, och den är så mycket mera oerhörd för att den är sammanpressad, går åt till bedyrandet 'Jag älskar. Jag hatar. Jag lider.'" --Virginia Woolf
The Daily Telegraph, 21 Apr 2014, Lucy Hughes-Hallett : "Charlotte Brontë : Why Villette is better than Jane Eyre"
SvD Kultur, 24 juli 2013 : "Jane Eyre sedd från livets skuggsida" - Författaren Ellen Mattson om Charlotte Brontës bortglömda roman ”Villette”.

## Bearbetningar

### Böcker
Jamaica Kincaids roman Lucy (1990) hämtar många teman, namn på karaktärer och element i handlingen från Villette, dels upprepande dess behandling av kvinnlig underkuvelse men också framförande en underförstådd postkolonial kritik av romanens slav-ägande kärleksintresse (Paul Emanuel).

### Dramatiseringar
År 1970 producerade BBC en miniserie för TV baserad på Villette, regisserad av Moira Armstrong och skriven av Lennox Phillips. I rollerna återfanns Judy Parfitt som Lucy Snowe, Bryan Marshall som Dr. John Graham Bretton, Peter Jeffrey som Paul Emanuel, och Mona Bruce som Madame Beck.
År 1999 bearbetades romanen till en tre-timmars radioserie för BBC Radio 4. Den sändes i februari 1999 med Catherine McCormack som Lucy Snowe, Joseph Fiennes som Dr. Graham Bretton, Harriet Walter som Madame Beck, James Laurenson som Paul Emanuel, och Keira Knightley som Polly. Den regisserades av Catherine Bailey och skrevs av James Friel. Villette vann en Sony Award (numera Radio Academy Awards).
I augusti år 2009 bearbetades romanen till en två-veckors radioserie för BBC Radio 4, regisserad av Tracey Neale och med Anna Maxwell Martin som Lucy Snowe.